# Beigang, Jilin
Beigang är en köping i Kina. Den ligger i provinsen Jilin, i den nordöstra delen av landet, omkring 250 kilometer sydost om provinshuvudstaden Changchun. Antalet invånare är 11 406. Befolkningen består av 5 591 kvinnor och 5 815 män. Barn under 15 år utgör 17,0 %, vuxna 15-64 år 73 %, och äldre över 65 år 9,0 %.
Runt Beigang är det ganska glesbefolkat, med 48 invånare per kvadratkilometer. Närmaste större samhälle är Quanyang, 7,6 km söder om Beigang. I omgivningarna runt Beigang växer i huvudsak blandskog.
Genomsnittlig årsnederbörd är 1 173 millimeter. Den regnigaste månaden är juli, med i genomsnitt 281 mm nederbörd, och den torraste är januari, med 12 mm nederbörd.